# Birdy (filme)
Birdy é um filme norte-americano de 1984 baseado no romance homônimo de 1956 de William Wharton. Foi dirigido por Alan Parker, possuiu trilha sonora feita por Peter Gabriel e estrelado por Matthew Modine e Nicolas Cage.

## Sinopse
A história é sobre dois amigos, Birdy (Modine) e Al (Cage), que tornam-se amigos na escola e vão servir durante a guerra do Vietnã. Birdy já tem uma fixação perturbadora com aves e suas experiências no Vietnã vão empurrá-lo ao longo da história: quando ele retorna da guerra, ele é enviado para um hospital psiquiátrico para a avaliação e seu amigo Al fica com ele para tentar ajudá-lo antes que seja tarde demais, como uma última tentativa de trazer Birdy de volta à realidade. Al também é uma vítima da guerra, o rosto danificado e coberto de ataduras. Ele vai ser separado de Birdy, deixando-o sozinho e perdido dentro de sua mente.
O filme contém muitas cenas de flashback de suas vidas juntos como adolescentes em 1960 na América e sua amizade, desenvolvimento e visões de vida.

## Elenco
- Matthew Modine - Birdy
- Nicolas Cage - Sgt. Alfonso 'Al' Columbato
- John Harkins - Major Weiss M.D.
- Karen Young - Hannah Rourke
- Sandy Baron - Sr. Columbato
- Bruno Kirby - Renaldi
- Nancy Fish - Sra. Prevost
- George Buck - Walt (pai de Birdy)
- Dolores Sage- Mãe de Birdy